# Avan (Norsjö socken, Västerbotten)
Avan är en sjö i Norsjö kommun i Västerbotten och ingår i Skellefteälvens huvudavrinningsområde. Sjön har en area på 0,0885 kvadratkilometer och ligger 231,5 meter över havet.

## Delavrinningsområde
Avan ingår i det delavrinningsområde (719686-169957) som SMHI kallar för Utloppet av Bastuträsket. Medelhöjden är 240 meter över havet och ytan är 8,7 kvadratkilometer. Räknas de 7 avrinningsområdena uppströms in blir den ackumulerade arean 45,99 kvadratkilometer. Karsbäcken som avvattnar avrinningsområdet har biflödesordning 2, vilket innebär att vattnet flödar genom totalt 2 vattendrag innan det når havet efter 101 kilometer. Avrinningsområdet består mestadels av skog (51 procent) och sankmarker (21 procent). Avrinningsområdet har 1,38 kvadratkilometer vattenytor vilket ger det en sjöprocent på 15,8 procent.